# バイカリスク

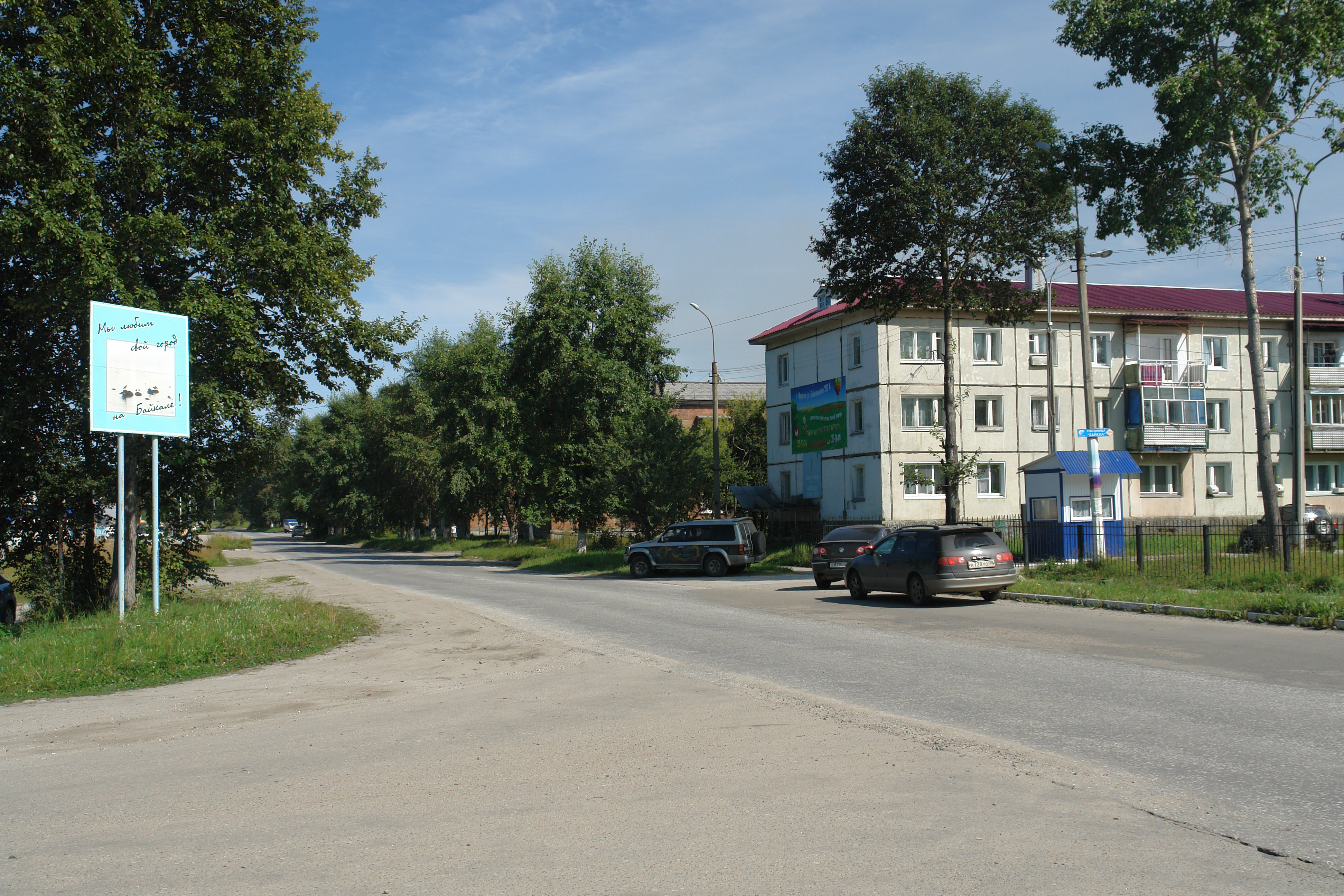
バイカリスク

ロシアにおけるイルクーツク州の位置

バイカリスク（ロシア語: Байкальск）は、ロシア連邦のイルクーツク州・スリュジャンスク地区にある町。人口は1万3199人（2021年）。バイカル湖の最南端に面していて、シベリア横断鉄道のバイカリスク駅がある。区の中心のスリュジャンカの町からは41キロメートル離れている。
この町は1961年に「バイカル製紙・パルプ・コンビナート」の設立に伴って新しくできたものである。しかし、2000年代になって汚染問題や、「単一産業都市」の問題を抱えて 、工場は2013年に閉鎖された 。
なお、バイカル湖の北端にはセヴェロ（北）バイカリスクの町が、バイカル・アムール鉄道建設に伴って、1974年に設立されている。